# Europrop International

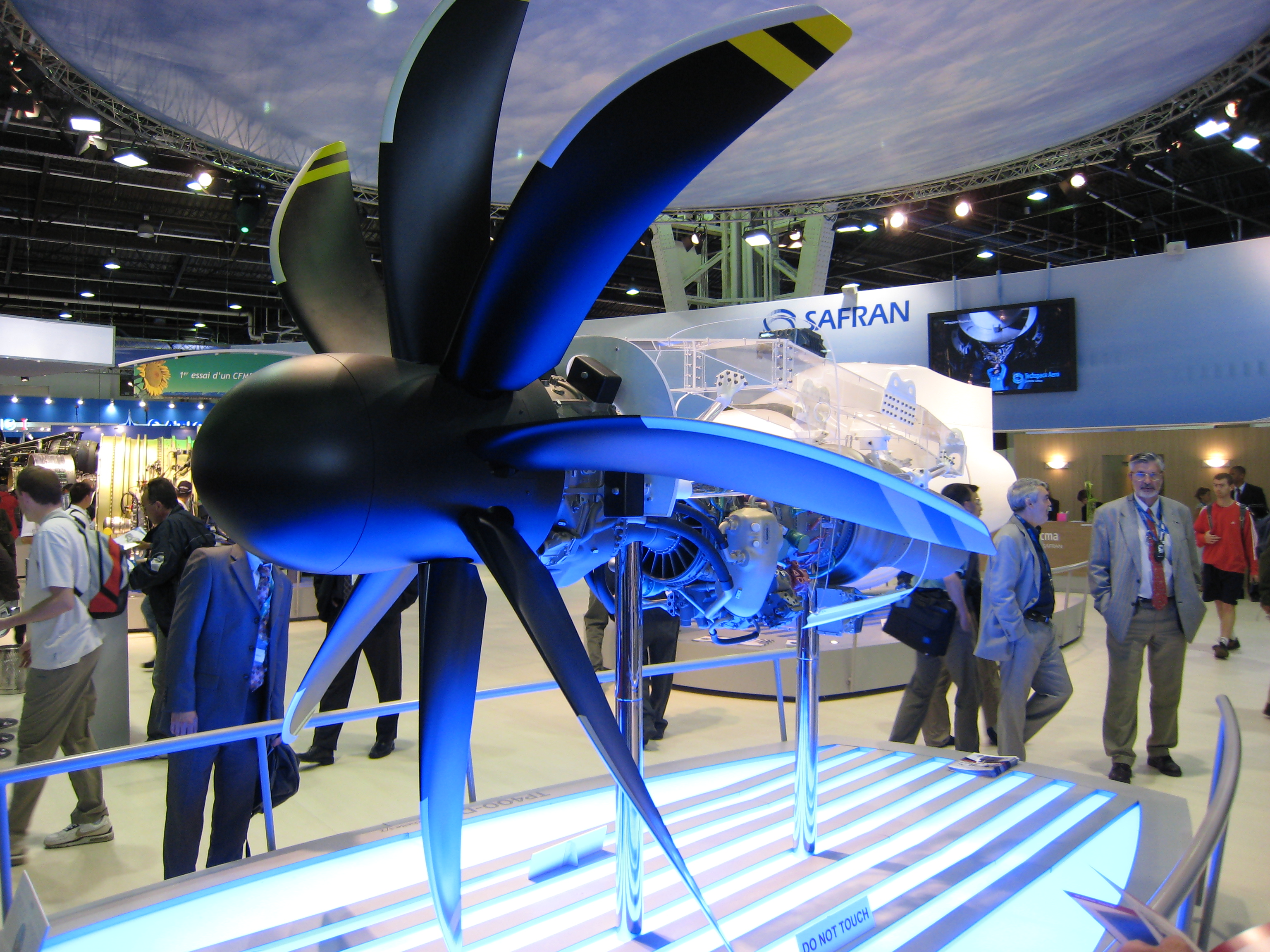
Le Europrop International TP400 au Salon du Bourget 2007

Europrop International GmbH (EPI) est un consortium fondé en 2002 sous la forme d’une société de droit allemand, par les quatre principaux motoristes européen de l’aéronautique MTU Aero Engines, Safran Aircraft Engines, Rolls-Royce et Industria de Turbo Propulsores,,.
EPI GmbH a pour objectif le design, le développement, la commercialisation, la fabrication et le support du turbopropulseur TP400-D6 destiné à l'avion de transport militaire A400M d' Airbus Defence and Space,,,. 
Le TP400 est le turbopropulseur actuellement en production le plus puissant au monde,.
Rassemblant l'expertise de chaque motoriste, Europrop International GmbH regroupe environ 2 500 personnes à travers l'Europe investies sur le programme TP400-D6. Basées à Munich, les équipes d'Europrop International sont aussi présentes à Madrid, Séville et Berlin. L’assemblage final du moteur TP400-D6 est réalisé à Munich avant sa livraison à Airbus Defense and Space à Séville. 
EPI GmbH propose à ses clients des offres de soutien spécifiques qui visent à garantir une disponibilité optimale et s'appuie sur les ressources industrielles des partenaires du consortium.
| Motoriste               | Motoriste | Participation |
| ----------------------- | --------- | ------------- |
| ITP Aero                |           | 16 %          |
| MTU Aero Engines        |           | 28 %          |
| Rolls-Royce             |           | 28 %          |
| Safran Aircraft Engines |           | 28 %          |

## Historique
Europrop GmbH a été créé en 2002. Un an après sa création, EPI GmbH avec le TP400 a été sélectionné par Airbus Military pour la conception du moteur destine à la propulsion de l’Airbus militaire A400M ,. En 2004 commence l’analyse de la conception du moteur, puis un an plus tard a lieu le premier essai au sol. Le premier test du moteur avec les hélices est réalisé en 2006, et le premier banc d’essai volant du TP400 en 2008. 
Le premier vol de l’A400M a lieu en 2009. Deux ans plus tard le moteur TP400 est certifié selon les standards européens de l’avion civile (certification AESA). 2012 est l’année qui marque la première livraison du moteur. C’est en 2013 que l’A400M est mis en service par l’Armée de l’Air Française. L’année suivante, trois nations supplémentaires se font livrer l’appareil : la Turquie, le Royaume-Uni et l’Allemagne. En 2015 a lieu la première livraison à l’Armée de l'air royale de Malaisie, premier client export de l’A400M et du TP400, et en 2016 la première livraison à l’Armée de l’air espagnole. 
En 2017, EPI GmbH a signé un contrat de support avec l’Armée de l'air royale de Malaisie, qui a été étendu en 2019.